# سیارک ۱۸۶۰۲
سیارک ۱۸۶۰۲ (به انگلیسی: 18602 Lagillespie، نامگذاری:1998BX12) هجده هزار و ششصد و دومین سیارک کشف شده‌است که در ۲۳ ژانویه ۱۹۹۸ کشف شد.
قدر مطلق سیارک برابر ۱۸.۶ است.